# Lindsaea hemiacroscopica
Lindsaea hemiacroscopica är en ormbunkeart som beskrevs av Kramer. Lindsaea hemiacroscopica ingår i släktet Lindsaea och familjen Lindsaeaceae. Inga underarter finns listade.